# Hôtel Terminus (film)
Hôtel Terminus (titolo originale in lingua inglese: Hôtel Terminus: The Life and Times of Klaus Barbie) è un film documentario di coproduzione fra Francia, USA e Germania Ovest del 1988 scritto e diretto dal cineasta tedesco Marcel Ophüls.
La voce narrante è quella di Jeanne Moreau.

## Trama
Centrato sulla storia dell'Hôtel Terminus, ovvero la sede della Gestapo di Klaus Barbie nella città francese di Lione durante l'occupazione nazista del territorio della Repubblica di Vichy, costituisce una sorta di biografia per immagini di quello che venne chiamato il Boia di Lione. In 267' di filmato ricchi di testimonianze inedite, la vita di Barbie viene presa in esame fin dall'infanzia relativamente tranquilla, passando poi per l'adesione al nazismo che lo portò a divenire capo della potente Gestapo a Lione fino alla fuga in Bolivia attraverso la ratline e la sua attività di spionaggio per il Counter Intelligence Corps alla fine della seconda guerra mondiale. Il documentario si sofferma sul lungo periodo di quarantennale latitanza dell'alto comandante e sulle vicende processuali che portarono alla sua condanna per crimini contro l'umanità.

## Distribuzione
In Germania il film - che nel solo mercato statunitense ha incassato al box office oltre 340.000 dollari - è stato vietato ai minori dei 12 anni.

## Personalità
Fra le personalità che appaiono nel documentario figurano:
- Klaus Barbie
- Marcel Ophüls
- Claude Lanzmann
- Bertrand Tavernier
- Régis Debray
- Guido Vildoso Calderón
- Jacques Vergès
- Johannes Schneider-Merck: importatore tedesco, vicino di Barbie a Lima
- Raymond Lévy: giocatore di biliardo a Lione
- Marcel Cruat: giocatore di biliardo a Lione
- Henri Varlot: giocatore di biliardo a Lione
- Pierre Mérindol: giornalista di Lione
- Johann Otten: contadino, compagno di scuola di Barbie
- Peter Minn: maggiore della Wehrmacht, compagno di liceo di Barbie
- Eugene Kolb: ufficiale in pensione del C.I.C. Control Officer, già superiore di Barbie
- Lise Lesèvre: esponente della Resistenza
- Claude Bourdet: capo della Resistenza
- Lucie Aubrac: capo della Resistenza
- Raymond Aubrac: capo della Resistenza
- Simone Lagrange: sopravvissuto ad Auschwitz

## Date di distribuzione
- USA: 6 ottobre 1988 (première al New York Film Festival)
- Germania Ovest: 19 febbraio 1989 (presentazione al Berlin International Film Festival)
- Germania Ovest: distribuzione commerciale 6 aprile 1989

## Titoli alternativi
- Hôtel Terminus: Klaus Barbie, sa vie et son temps (titolo in lingua francese)
- Hotel Terminus - Leben und Zeit von Klaus Barbie (Germania Ovest)
- Hotel Terminus: El cas de Klaus Barbie (Spagna, titolo in lingua catalana)
- Hotel Terminus: The Life and Times of Klaus Barbie (titolo in lingua inglese)
- Hotelli Terminus (Finlandia)

## Riconoscimenti
Presentato fuori concorso al festival di Cannes 1988 nella sezione Un Certain Regard (riconoscimento FIPRESCI)
- 1989 - Premio Oscar
  - Miglior documentario a Marcel Ophüls
- 1988 - Festival di Cannes
  - Premio FIPRESCI a Marcel Ophüls
- 1988 - Amsterdam International Documentary Film Festival
  - Premio Speciale della Giuria
- 1989 - Festival di Berlino
  - Premio per la Pace
- 1988 - Los Angeles Film Critics Association Award
  - Miglior documentario a Marcel Ophüls